# Spiellandschaft
Unter einer Spiellandschaft (umgangssprachlich auch Spielgelände) versteht die Spielwissenschaft ein offenes Gelände oder eine Räumlichkeit, die unter einer bestimmten übergreifenden Idee zum Spielen hergerichtet sind. Insofern unterscheidet sich die Spiellandschaft von einem einfachen Spielplatz, der eine unverbundene Ansammlung unterschiedlicher Spielgeräte für verschiedene Spielinteressen anbietet. Spiellandschaften können im Freien, in Innenräumen oder auf dem Bildschirm entstehen.

## Spielgelände und Spiellandschaft
Während umgangssprachlich oft eine Gleichsetzung stattfindet zwischen den Begriffen „Spielgelände“ und „Spiellandschaft“, wird fachsprachlich eine Differenzierung vorgenommen: So unterscheidet die Spielwissenschaft zwischen einem als ursprüngliche Gegebenheit belassenen, zum Spielen aber geeigneten Gelände wie Wald, Wiese, Feld, Straße, Platz oder Stube und einer zum Spielen eigens hergerichteten und ausgestalteten Spielwelt, wie z. B. einer aus einer Sporthalle künstlich geschaffenen Dschungellandschaft. Jedes „Spielgelände“ lässt sich in eine „Spiellandschaft“ verwandeln.

## Natürliches Spielgelände

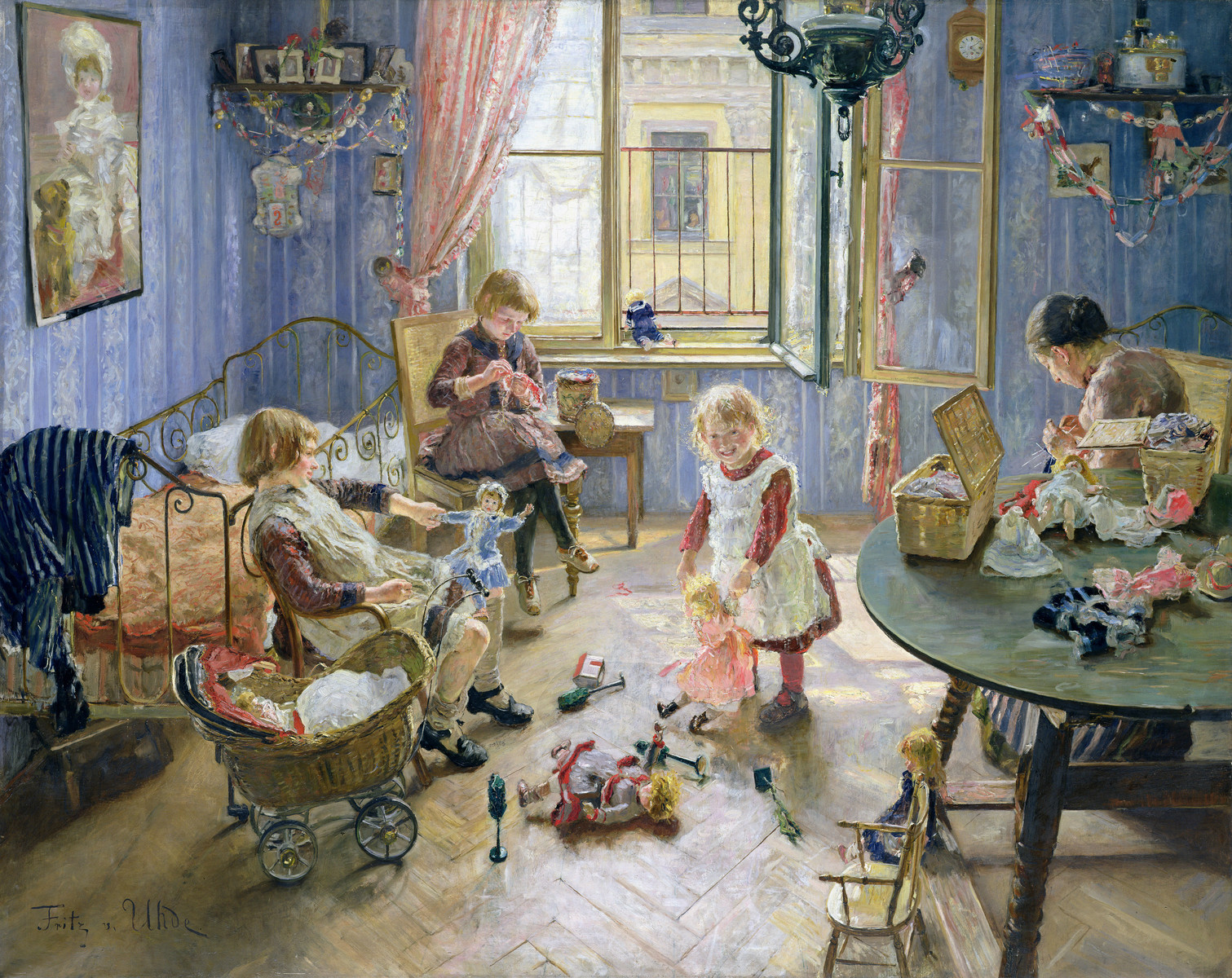
Stubenspiel (Gemälde von Fritz von Uhde 1889)

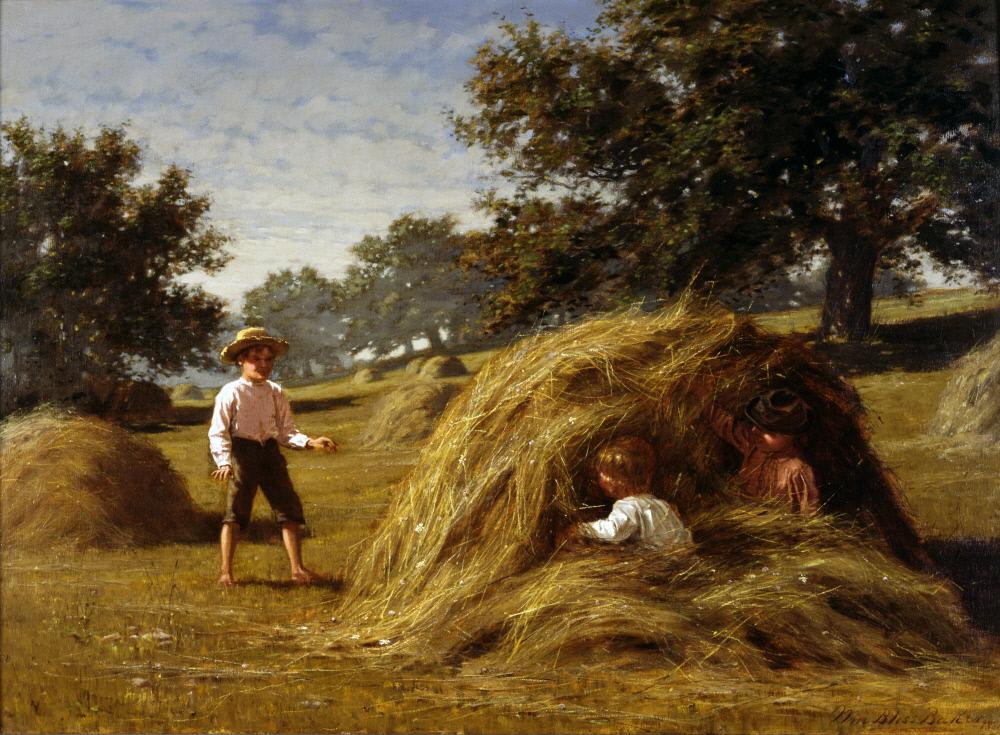
Freiluftspiel (Gemälde v. W.B. Baker 1881)

An natürlichem Spielgelände gibt es keinen Mangel. Vom Einfallsreichtum der Kinder und Jugendlichen her ist Spielen grundsätzlich überall möglich. Natürliches Spielgelände steht nur leider oft nicht oder nur stark eingeschränkt dem Spielen zur Verfügung. Die Umwelt mit ihren Straßen, Plätzen, Höfen, Wäldern, Feldern, Bächen, Seen, Hallen, Wohnungen wird in aller Regel bestimmten Nutzungen der Erwachsenen vorbestimmt, sodass Kinderspiel hier störend, gefährlich, unerwünscht ist. Trotzdem lassen sich noch zahlreiche Orte finden, bei denen die Restriktionen noch nicht Platz gegriffen haben. Man muss sie nur wieder entdecken:
In verkehrsberuhigten Straßen sind auch heute unter Akzeptanz der Anwohner und behördlichem Schutz noch oder wieder Straßenspiele möglich. Burgruinen, Waldlichtungen oder bäuerliche Siedlungen erlauben in beschränktem Umfang auch heute noch Geländespiele und Abenteuersuche in natürlichem Umfeld. Die Tendenz geht jedoch eindeutig in Richtung Abgrenzung der Spielbereiche vom Alltagsleben und Schaffen von Reservaten für die spielhungrige Jugend, wie die zahlreichen Verbotsschilder erweisen, die häufig -nicht ganz zu Unrecht- mit der Furcht vor Zerstörungen oder auch Regressansprüchen bei Unfällen begründet werden.

## Gestaltete Spiellandschaften

Dorf als Spiellandschaft

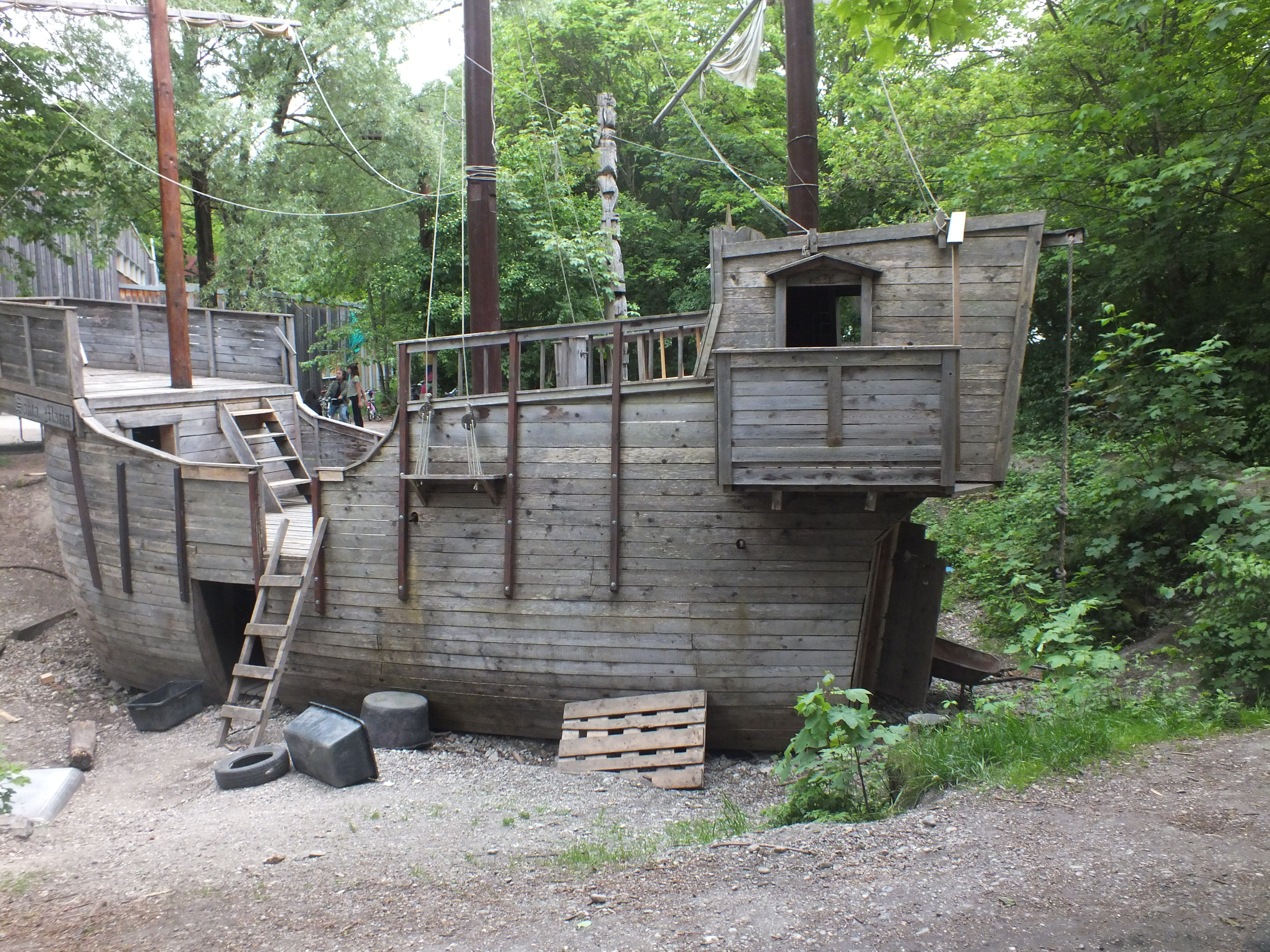
Schiff als Spiellandschaft

Die dicht bebauten, verkehrsreichen Innenstädte und die mit kostbaren Gegenständen ausgestatteten, oft engen Wohnungen lassen ein freies Spielen meist nicht mehr zu. So müssen dem Spielbedürfnis der Kinder neue, meist künstliche Spielräume erschlossen werden. Dabei ist zwischen kommunal oder institutionell bereitgestelltem und selbst gestaltetem Spielgelände zu unterscheiden. Letzteres schafft gleichzeitig der Entfaltung von Spielkreativität ein Betätigungsfeld.

### Präpariertes Spielgelände

#### Spielplätze, Ludotheken und Spielarrangements
Von den Gemeinden und Städten schon für Vorschulkinder bereitgestellte Stadt-, Wald-, Robinson- oder Abenteuerspielplätze versuchen, den Bedürfnissen der Kinder nach spannendem Spielen entgegenzukommen. Dabei findet auch eine Konkurrenz um den entwicklungspsychologischen und spielpädagogischen Wert der einzelnen Anlagen statt, die sich in Ranglisten niederschlägt und zu Verbesserungen beiträgt.
Vergnügungsparks, Spielelands und Ludotheken sind kommerzielle Einrichtungen, in denen in einem riesigen Freigelände und/oder in überdachten Räumlichkeiten vielfältige Spielmöglichkeiten gegen Entgelt zur Verfügung gestellt werden. Sie erfreuen sich eines großen und ständig wachsenden Zulaufs von Spielfreunden aller Altersstufen.
Angesichts der für Kinder besonders in den Städten immer enger werdenden Spielräume haben sich Initiativen gebildet wie etwa die Arbeitsgemeinschaft „Spiellandschaft Stadt e. V. München“, die es sich zum Anliegen gemacht hat, die Spielwelt der Kinder in der Stadt zu verbessern und entsprechende Spielangebote auf Parkplätzen, Spielstraßen, Schulhöfen oder in Schwimmbädern und Parkanlagen bereitzustellen. Hochschulen, Schulen, Kindergärten, Vereine und kinderfreundliche Gemeinden bieten regelmäßig auf großen Freiflächen Spielfeste an, deren Spielwert allerdings je nach Qualifikation der Organisatoren und Animateure von sehr unterschiedlichem Niveau ist.
Die Aktivitäten verdichten sich jedes Jahr am 28. Mai zum von der UNESCO geförderten  Weltspieltag („World Play Day“).

#### Virtuelle Spiellandschaften

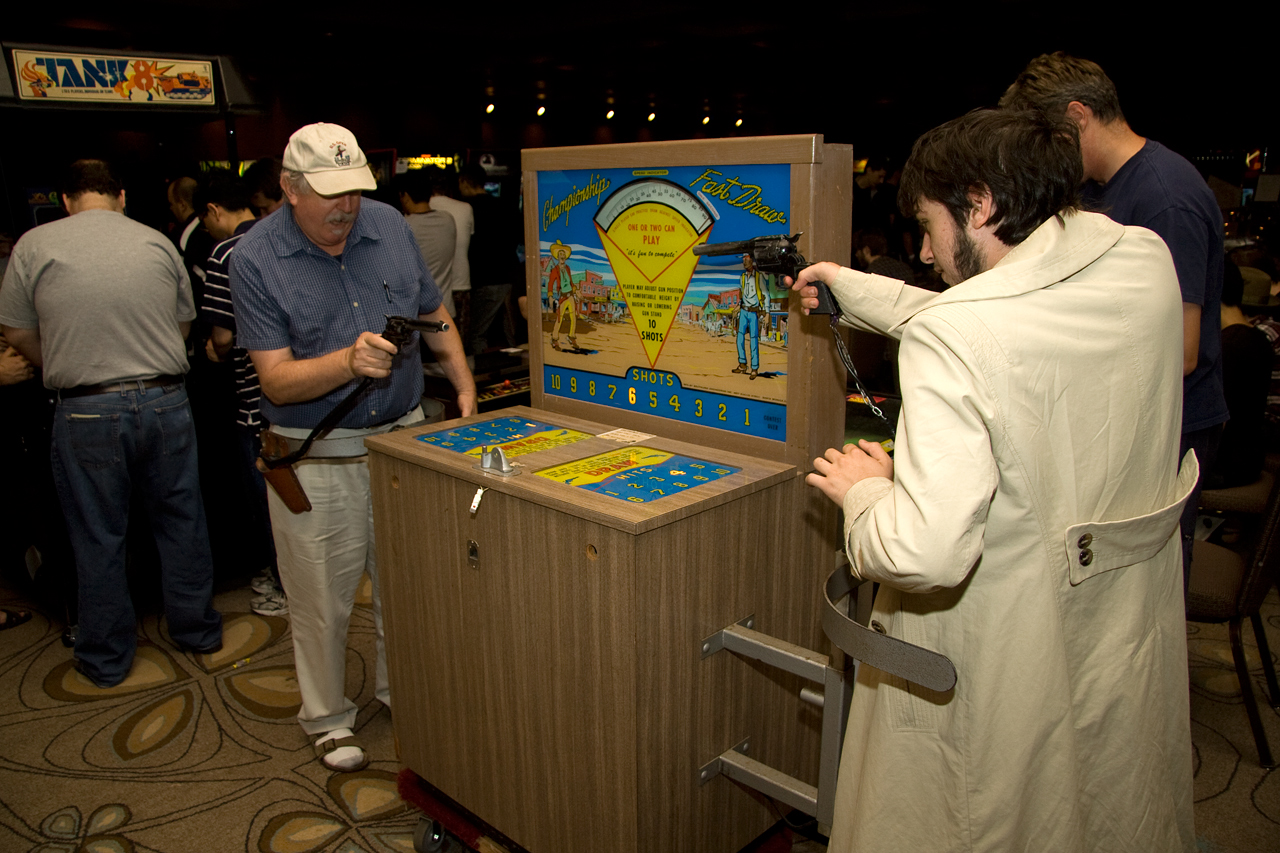
Elektro-mechanisches Arcade-Spiel (1964)

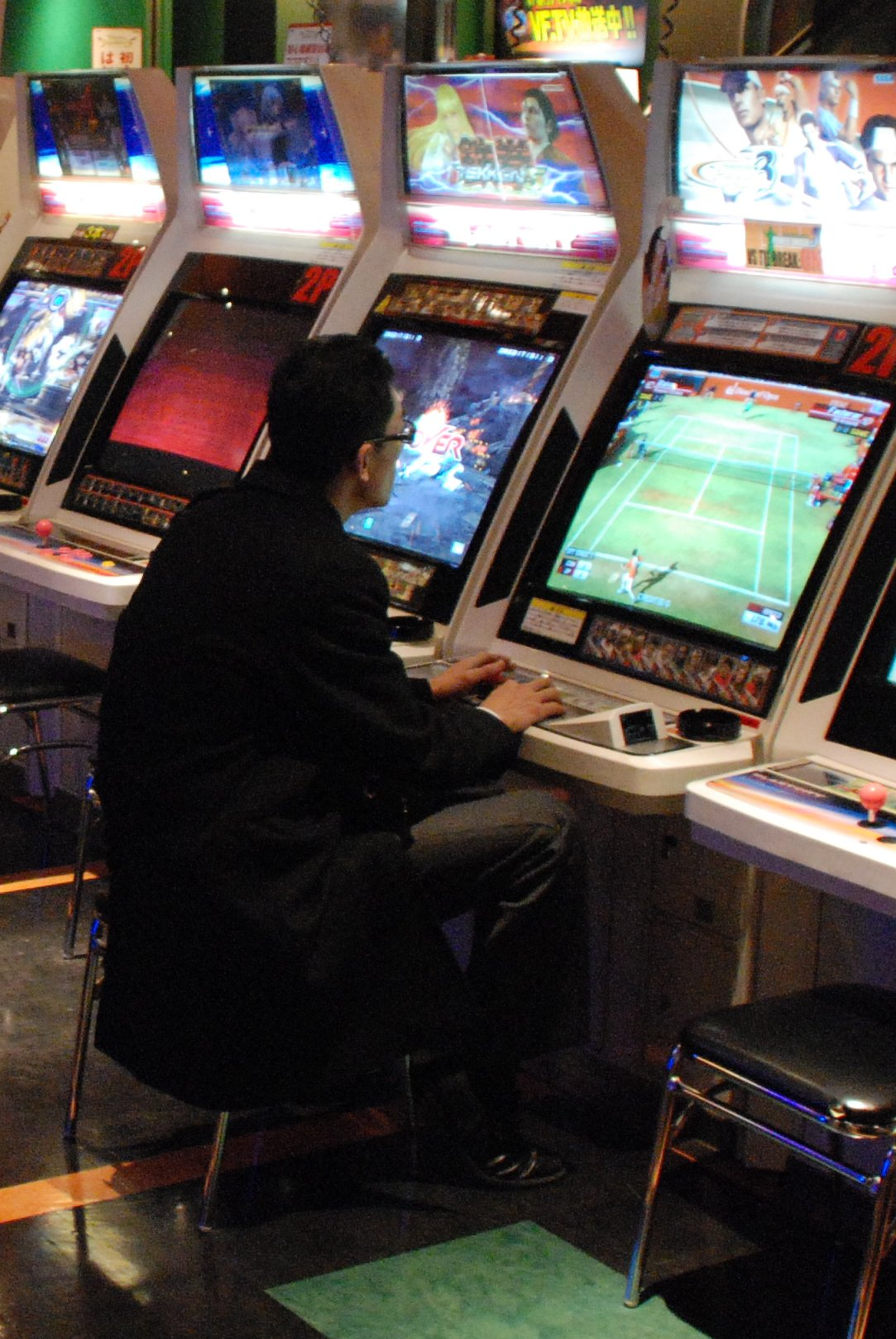
Bildschirmlandschaften (Arcade-Spiele)

Seit Anbruch des Computer-Zeitalters lässt sich über entsprechende Software eine schier unüberschaubare Vielfalt märchenhafter, magischer, exotischer, bizarrer künstlicher Spiellandschaften auf den Bildschirm zaubern, in denen sich die Spielbegeisterten spielerisch betätigen können. In diesen virtuellen Welten mit wechselnden Szenarien kann der Spielende wahrnehmend, entscheidend und handelnd Einfluss nehmen auf das Geschehen, mit Mitspielern kooperieren oder mit Gegenspielern in Wettstreit treten.
Die fiktiven Fantasie-Landschaften und das „virtuelle Spielen“ beherrschen heute weitgehend das Spielgeschehen. Entsprechende Datenprogramme stellen einen rapide wachsenden Markt dar. Sie verdrängen zunehmend das natürliche Spielen schon bei Kindern. Sie sind einer entsprechenden Kritik ausgesetzt. Um die Gefahren der Entwicklung einer reinen Konsumenten-Haltung beim Spielen abzumildern, finden sich Überlegungen, das Spielen schon beim Entstehungsprozess der Spielprogramme anzusetzen und einfache Computerspiele nach den eigenen Vorstellungen spielerisch selbst zu gestalten.

### Selbst gestaltete Spiellandschaften
Vor der Zeit virtueller Spiellandschaften und in Phasen städtischer Zerstörung und Spielzeugknappheit, wie in Europa etwa während und nach dem Zweiten Weltkrieg, mussten die Spielenden ihr Spielgelände noch weitestgehend selbst herrichten. Das geschah durch Nutzung der noch verkehrsarmen Straßen und freien Plätze für Straßenspiele, die mit einfachen Mitteln zu Spielfeldern präpariert wurden. Dabei wurden Häuserruinen, verwahrloste Gärten, Bäume, Randsteine, Mauern in die Arrangements einbezogen.
Da diese räumlichen Möglichkeiten heute stark begrenzt sind, braucht es die Unterstützung spielfreundlicher Erwachsener mit Verständnis für die Wünsche von Kindern und Jugendlichen:
Es müssen Räume gefunden und zur Verfügung gestellt werden, in denen die Kinder möglichst selbsttätig, aber auch unter Mitwirkung von Erwachsenen, spannende Spiellandschaften nach den eigenen Vorstellungen gestalten können, wie etwa einen Dschungel, eine Zirkusarena oder ein Zigeunerlager mit vielfältigen Spielmöglichkeiten.
Soweit die Gesellschaft Kinder gewähren lässt, gestalten sie sich in aller Regel eigene Spielwelten nach ihren Bedürfnissen in der unmittelbaren Wohnumwelt, in Innenräumen etwa  durch die Ausgestaltung des Spielzimmers zu einem „Räubernest“, in Außenräumen durch das Herrichten von Straßenspielen mit Kreidezeichnungen und Markierungen für Hüpfspiele in verkehrsberuhigten Wohngegenden.
Evelyn Lautz hat im Rahmen einer wissenschaftlichen Examensarbeit ein fächerübergreifendes Projekt vorgestellt, bei dem Studierende zusammen mit den Kindern einer Grundschule und einem heimischen Künstler in wochenlanger Arbeit den langweiligen Pausenhof ihrer Schule zu einer attraktiven Spiellandschaft ausgestalten.
Nadine Kutzli und Sabine Weiß beschreiben ein Projekt, bei dem Studierende im Rahmen ihres Lehramtsstudiums gemeinsam mit Schülern für ein Wochenende die Sporthalle unter Nutzung sämtlicher Geräte und Einrichtungen in eine Dschungellandschaft verwandeln. Ein Tarnnetz der Bundeswehr und Lianentapeten schaffen den schummrigen Rahmen für eine eigene Spielwelt, in der das Zirpen von Zikaden und schaurige Urwaldlaute zu hören sind, in der die als Tiere, Indios oder Tarzan verkleideten Kinder sich hangelnd, kletternd, schaukelnd, kriechend durch „Dickicht“ und Höhlen bewegen, Quizfragen lösen und Passagen aus dem Bestseller von Rudyard Kipling über das Dschungelkind Mogli hören.
Die Autorinnen Martina Walther-Roche und Antje Stock haben weitere Beispiele publiziert, wie sich Erlebnislandschaften in Turnhallen realisieren lassen. Uwe Höfele zeigt, wie auch kleinere Räume, etwa ein verdunkeltes Zimmer, bereits zu einer Abenteuerwelt für die Sinne werden kann.

## Pädagogische Wertschätzung
Der Kinderbuchautor Michael Ende spielt in seinem Erfolgsroman Momo natürliches Spielgelände gegen künstliches sowie Naturmaterialien und kommerzialisiertes Spielzeug gegeneinander aus. Dabei kommt es ihm vor allem auf die Anregung der Fantasie und Spielkreativität an, die aus dem Spielenden erwachsen muss und durch eine zu enge Programmierung des Spielzeugs in den Spielmöglichkeiten nicht blockieren darf. In der Grundtendenz der Notwendigkeit einer Rückbesinnung auf einfache Spielgelegenheiten zweifellos zutreffend, verkennt die vereinseitigende Sicht jedoch die durch die moderne Technik auch erweiterten Spielformen.
Die Spielwissenschaftler Siegbert A. Warwitz und Anita Rudolf propagieren daher, dass im Spielrepertoire ein Spielen nicht fehlen darf, das möglichst früh, d. h. schon bei der Herstellung der Spiellandschaft, des Spielgeräts und der Spielabläufe ansetzt und damit die Spielenden zu einem ganzheitlich fordernden Spielen bringt. Spielkompetenz entwickelt sich nach ihrer Auffassung nicht aus dem Abspielen vorgefertigter Spiele mit vorgegebenem Regelwerk und in der Handhabung von vorprogrammiertem Spielzeug, sondern bedarf einer Rückkehr zu den Wurzeln des Spielens, welche die Eigeninitiative, Spielfantasie, Kreativität und vielfältigen physischen, sozialen und intellektuellen Talente fordert. Der Spielende darf nicht zum Konsumenten kommerzialisierten Spielens, zum reinen Endbenutzer („User“), verkommen, sondern sollte der Gestalter, vielleicht sogar Erfinder seiner Spiele sein. Erst dann offenbart sich der eigentliche Wert des Spielens.

## Einzelbelege
1. ↑  Udo Lange, Thomas Stadelmann: Spielplatz ist überall. Verlag das netz. Freiburg 1995.
2. ↑  Marianne Loibl, Yayo Kawamura: Lustige Straßenspiele. Coppenrath. Münster 2010.
3. ↑  Imbke Behnken: Urbane Spiel- und Straßenwelten. Zeitzeugen und Dokumente über Kindheit am Anfang des 20. Jahrhunderts. Juventa-Verlag. Weinheim 2006.
4. ↑  Nadine Kutzli: Erlebnis Dschungel. Mit Schülern ein Dschungelfest gestalten. Wissenschaftliche Staatsexamensarbeit GHS, Karlsruhe 1998.
5. ↑  Siegbert A. Warwitz, Anita Rudolf: Spiellandschaften gestalten, In: Dies.: Vom Sinn des Spielens. Reflexionen und Spielideen. Verlag Schneider. 5. Auflage. Baltmannsweiler 2021. S. 197–209.
6. ↑  Evelyn Lautz: Kind- und bewegungsgerechte Umgestaltung des Schulhofs der Grundschule Rastatt-Ottersdorf. Ein fächerübergreifendes Projekt, Wissenschaftliche Staatsexamensarbeit GHS. Karlsruhe 2000.
7. ↑  Martina Walther-Roche, Antje Stock: Erlebnislandschaften in der Turnhalle. Verlag Hofmann. 2. Auflage. Schorndorf 2005.
8. ↑  Udo Lange, Thomas Stadelmann: Spielplatz ist überall. Verlag das netz. Freiburg 1995.
9. ↑  Silke Jensch: Die Natur als Spielanlass, Spielraum und Spielpartner. Wissenschaftliche  Staatsexamensarbeit GHS. Karlsruhe 2001.
10. ↑  Anita Rudolf, Siegbert Warwitz: Spielen – neu entdeckt. Grundlagen–Anregungen–Hilfen, Herder. Freiburg 1982.
11. ↑  Marianne Loibl, Yayo Kawamura: Lustige Straßenspiele. Coppenrath. Münster 2010.
12. ↑  Manfred Kaderli: Geländespiele. Rex-Verlag Luzern 2007.
13. ↑  Günter Beltzig: Kinderspielplätze mit hohem Spielwert. Bauverlag. Augsburg 1987.
14. ↑  Siegbert A. Warwitz,  Anita Rudolf: Spielimpulse. Wie man Spielsituationen arrangieren kann, In: Dies.: Vom Sinn des Spielens. Reflexionen und Spielideen. 5. Auflage. Schneider. Baltmannsweiler 2021. S. 210–249.
15. ↑  Siegbert A. Warwitz, Anita Rudolf: Spielend in virtuelle Welten eintauchen, In: Dies.: Vom Sinn des Spielens. Reflexionen und Spielideen. 5. Auflage, Schneider. Baltmannsweiler 2021. S. 100–107.
16. ↑  Virtuelle Spiele (Memento des Originals vom 12. November 2017 im Internet Archive)  Info: Der Archivlink wurde automatisch eingesetzt und noch nicht geprüft. Bitte prüfe Original- und Archivlink gemäß Anleitung und entferne dann diesen Hinweis.
17. ↑  Sven Scheid: Spielverhalten, Spielinhalte und Spielformen heutiger Schulanfänger – eine empirische Studie. Wissenschaftliche Staatsexamensarbeit GHS. Karlsruhe 2000.
18. ↑  Werner Paul Meyer: Aufwachsen in simulierten Welten. Computerspiele. Lang Verlag. Frankfurt 1992.
19. ↑  Theo Schmidt: Computerspiele selber machen. Augsburg 1995.
20. ↑  Imbke Behnken: Urbane Spiel- und Straßenwelten. Zeitzeugen und Dokumente über Kindheit am Anfang des 20. Jahrhunderts. Juventa-Verlag. Weinheim 2006.
21. ↑  Nadine Stumpf: Abenteuer im Schulsport. Was Kinder sich wünschen und wie man diese Wünsche realisieren kann. Wissenschaftliche Examensarbeit GHS. Karlsruhe 2002.
22. ↑  Siegbert A. Warwitz, Anita Rudolf: Spiellandschaften gestalten, In: Dies.: Vom Sinn des Spielens. Reflexionen und Spielideen. Baltmannsweiler. 5. Auflage 2021. S. 197–209.
23. ↑  Evelyn Lautz: Kind- und bewegungsgerechte Umgestaltung des Schulhofs der Grundschule Rastatt-Ottersdorf. Ein fächerübergreifendes Projekt, Wissenschaftliche Staatsexamensarbeit GHS. Karlsruhe 2000.
24. ↑  Nadine Kutzli: Erlebnis Dschungel. Mit Schülern ein Dschungelfest gestalten. Wissenschaftliche Staatsexamensarbeit GHS, Karlsruhe 1998.
25. ↑  Nadine Kutzli, Sabine Weiß (Bearbeiter): Erlebnis Dschungel. PU 7 der Reihe Projektunterricht in Schule und Hochschule, hrsg. v. Siegbert A. Warwitz und Anita Rudolf. Karlsruhe 1998.
26. ↑  Martina Walther-Roche, Antje Stock: Erlebnislandschaften in der Turnhalle. Verlag Hofmann. Schorndorf 2001.
27. ↑  Uwe Höfele: Der Dunkelraum als Abenteuerspielplatz der Sinne. Verlag modernes lernen. Dortmund 1995.
28. ↑  Michael Ende: Momo. Ein Märchen-Roman.Thienemann. Stuttgart 1973;  München (Piper) 2009.
29. ↑  Siegbert A. Warwitz, Anita Rudolf: Was Spielen bedeutet und welche Merkmale es kennzeichnen, In: Dies.: Vom Sinn des Spielens. Reflexionen und Spielideen. 5. Auflage. Baltmannsweiler 2021. S. 18–22.